# Praxis (papillon)
Genre
Praxis est un genre de papillons nocturnes de la sous-famille des Erebinae (famille des Erebidae).

## Liste des espèces
Selon GBIF (10 janvier 2025) :
- Praxis aterrima Walker, 1856
- Praxis difficilis Walker, 1858
- Praxis dirigens Walker, 1858
- Praxis edwardsii Guenée, 1852
- Praxis limbatis Strand, 1924
- Praxis marmarinopa Meyrick, 1897
- Praxis pandesma Lower, 1902
- Praxis porphyretica Guenée, 1852

## Systématique
Le nom valide complet (avec auteur) de ce taxon est Praxis Achille Guenée, 1852,.
Praxis a pour synonymes :
- Corrha Walker, 1858
- Anugana Strand, 1924